# Achentoul
Achentoul (Schots-Gaelisch: Achadh an t-Sabhail) is een dorp in de lieutenancy area Sutherland in de Schotse Hooglanden. Het dorp ligt aan de A897 en een spoorlijn, de Far North Line. Het dichtstsbijzijnde station aan deze lijn is het station Kinbrace.

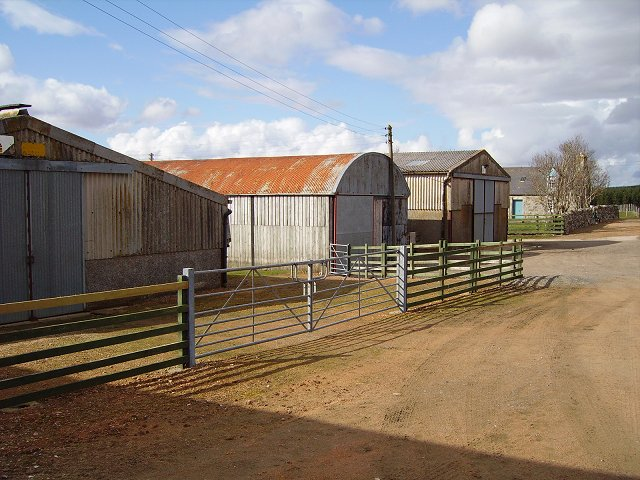
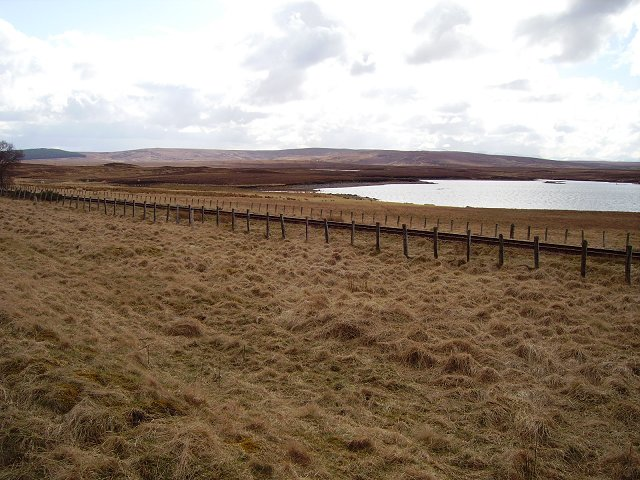